# Spanish Lady
"Spanish Lady" és una cançó tradicional irlandesa que també es pot trobar a Anglaterra. La Bodleian Library disposa de diversos registres d'una cançó anglesa amb aquest nom, una d'elles datada al segle xvii. Fragments o versions provinents dels Estats Units es poden trobar des del 1883. Es troba en la posició número #542 al Roud Folk Song Index. No s'ha de confondre amb les cançons "Spanish Ladies" o "Lady of Spain," que són completament diferents.

## Lletra
La lletra de la cançó varia en funció de l'indret on es canta, però totes les lletres segueixen a la noia espanyola mentre realitza diverses activitats. Hi ha diverses versions de Dublín, una d'elles coneguda popularment com a Wheel of Fortune. Hi ha altres versions irlandeses, com la de Galway (anomenada Galway City) i Belfast. La versió anglesa fa referència a Chester.

## Versions
Aquesta cançó ha estat versionada per diversos artistes, com ara Frank Harte (que va cantar dues versiones dublineses, així com una d'anglesa), The Dubliners, Gaelic Storm, Michael Grosvenor Myer (canal de Youtube), Celtic Woman, Celtic Thunder (Emmet Cahill), The Saw Doctors i Ronnie Drew amb Dustin the Turkey (la versió dels quals va arribar al número 1 de les llistes d'Irlanda el 1994).